# 山田健一 (ゴルファー)
山田 健一（やまだ けんいち、1947年3月24日 - ）は東京都出身のプロゴルファー。

## 来歴
成城学園中学校時代の同級生には後に俳優となる田村亮がいる。
15歳でゴルフを始め、1964年の全国高校ゴルフ選手権では個人戦で4位に入る。
日本大学ゴルフ部では西田升平・沼澤聖一の1年後輩に当たり 、竹田昭夫監督のスパルタ指導で頭角を現す。4年次の1968年には全日本学生と関東学生、中日杯を取り、中部銀次郎と共にアイゼンハワートロフィー日本代表に初めて選出される。卒業後の1969年と1970年には日本アマ、関東アマに勝って鳴り物入りで1973年にプロ入りする。
1969年の日本アマでは入江勉をプレーオフで倒し、1970年には母校の後輩である高橋信雄、入江と共にアイゼンハワートロフィー日本代表に選出されて個人戦10位に入り、1971年には第1回JALオープンと中日クラウンズでベストアマを獲得 。
1974年の東京チャリティクラシックでは2日目に1イーグル、7バーディ、2ボギー65のコースレコード・タイを出して26位から一気に青木功と並んでの3位タイに浮上。全日空札幌オープンでは井岡誠と共に3日目に尾崎将司・吉川一雄と並んでの4位タイに着け、最終日には中村通と並んでの3位タイに入った。
1975年にゴルフダイジェストトーナメントで宮本省三を破って優勝したものの、最終ラウンドで雨が降り、63ホール打ち切りの変則優勝であった。未完の大器であった山田はこの試合でプロ入り0勝から挽回し、高橋と共にシード入りするが、以後は鳴かず飛ばずで、1977年はシードにもなれない始末であった。 
1976年の日本プロマッチプレーでは2回戦で尾崎将司と対戦し、アウトで尾崎から3ダウンも奪って1アップで勝利した。同年の関東オープンでは、尾崎・村上隆・青木・小林富士夫・菊地勝司に次ぎ、安田春雄・新井規矩雄・原孝男と並んでの7位タイに入った。
1978年には奮起し、読売ジャイアンツの多摩川自主トレに参加。王貞治・張本勲・土井正三・柴田勲に交じって体力作りに励み、開幕後はその成果が徐々に現れ、札幌とうきゅうオープンでは森憲二・中村通と並んでの10位タイ、関東プロでは青木・中嶋常幸・横島由一・金井清一・草壁政治・尾崎・謝敏男（中華民国）に次ぐと同時に竹安孝博と並んでの9位タイ に入る。
福岡を襲った水不足の中で行われたKBCオーガスタではブライアン・ジョーンズ（オーストラリア）ら有力選手が予選落ちしたが、山田は初めて4日間回っても疲れをあまり感じず、真冬のトレーニングの成果が真夏に出た形となる。
初日を松田敏博・吉川・菊地・小林・安田・関水利晃、ベン・アルダ（フィリピン）、久保四郎と共に4アンダー68の5位タイでスタートし、2日目には得意のドライバーと好きなサンドウエッジが冴えて1イーグル、5バーディー、2ボギーの同年初のトップに立ち、2日連続60台となる67の好スコアで鷹巣と並んでの首位タイに躍進。3日目には杉原輝雄・新井・横島・アルダ・鷹巣と共に通算10アンダー206の首位集団を作り、最終日には大詰めになって11アンダーで7人が並ぶ混戦となり、鷹巣・アルダなどが躓く中を「魔の17番」でバーディーを取り、18番をパーに収めて優勝を飾った。
山田は16番でボギーとした時点でジーン・リトラー（アメリカ）、アルダ・鷹巣・久保・宮本康弘・青木と共に11アンダーで並ぶが、17番でバーディーを取った時に「勝てる」と思った。プレーオフのことなどを考えず、「ただバーディーを取りたい」と念じた17番、2打のバンカー越えをサンドウエッジで80cmに寄せてバーディーとし、単独首位となる。18番のティーグラウンドでは膝が緊張から震えるが、水を大量に飲んで、心を落ち着かせたのが功を奏した。
1978年の日本オープンでは中村・尾崎・前田新作・郭吉雄（中華民国）と並んでの9位タイ、1979年の関東プロでは長谷川勝治・尾崎と並んでの4位タイに入った。
1979年の日本国土計画サマーズでは2日目に野口茂と共に首位呂良煥（中華民国）と1打差の2位タイに着けるが、連覇を賭けたKBCオーガスタでは初日に4オーバー76の113位と大きく出遅れ、2日目には8オーバーでファジー・ゼラー（アメリカ）や村上・中嶋と共に予選落ちした。
1980年のくずは国際では初日に67をマークして竹安・尾崎直道・尾崎健夫・中嶋と並んでの3位タイでスタートし、最終日には69をマークして、入江・前田と並んで横島の2位タイに入った。
ツアープロの傍らで1983年からは日本テレビ解説者としても活躍するが、37歳の時に癌で胃を切除して以来、テイクバックで腹直筋がスイングとの噛み合わせの邪魔をするようになり、1986年の東北クラシックを最後にレギュラーツアーから引退。
ツアー引退後は解説者のほか、静岡県菊川市のホロンゴルフ倶楽部を設計し、沖縄県宮古島市のシギラベイカントリークラブで支配人も務めた 。
肺気腫、心臓弁膜症、大腿部肉腫を患い、最近は肺線維症、2023年には腰を骨折している。

## 主な優勝
- 1975年 - ゴルフダイジェストトーナメント
- 1978年 - KBCオーガスタ